# Moranha

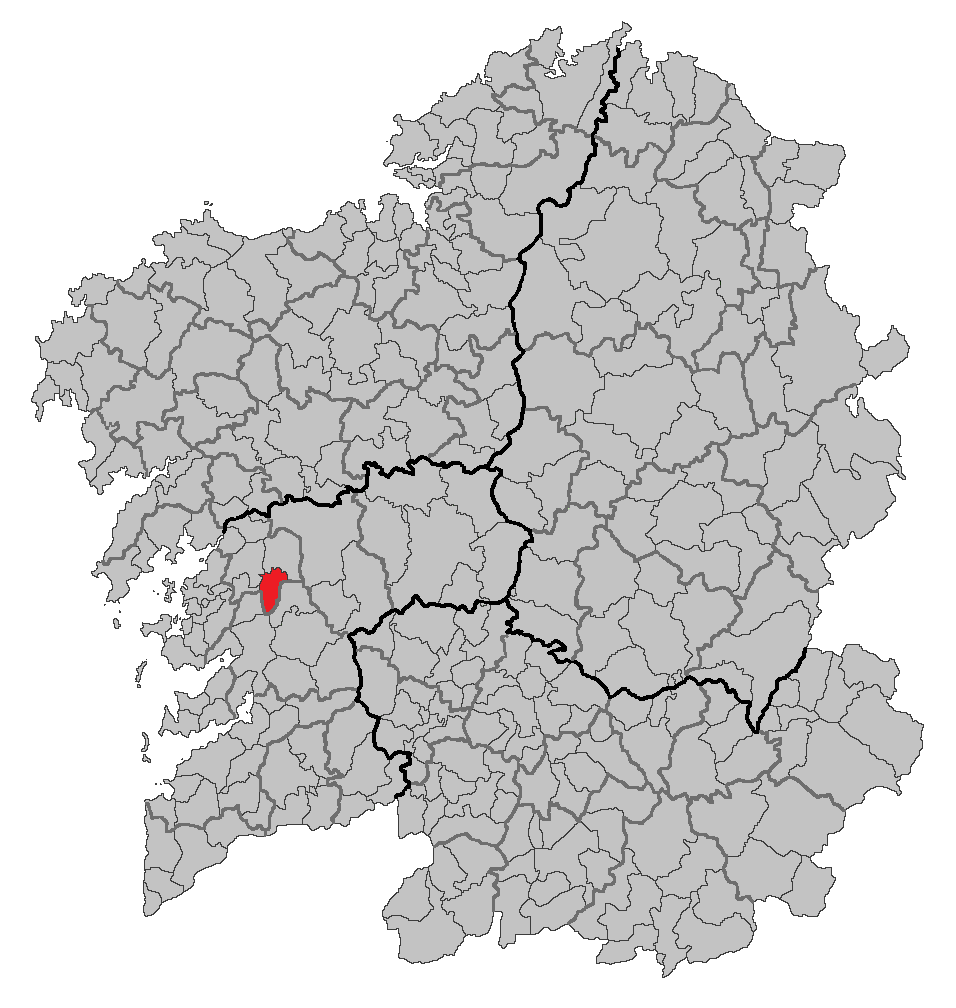
Localização de Moraña

Moranha (Moraña) é um município da Espanha na província de Pontevedra, comunidade autónoma da Galiza, de área 41,50 km² com população de 4309 habitantes (2007) e densidade populacional de 103,16 hab/km².

## Demografia
| Variação demográfica do município entre 1991 e 2004 | Variação demográfica do município entre 1991 e 2004 | Variação demográfica do município entre 1991 e 2004 | Variação demográfica do município entre 1991 e 2004 |
| --------------------------------------------------- | --------------------------------------------------- | --------------------------------------------------- | --------------------------------------------------- |
| 1991                                                | 1996                                                | 2001                                                | 2004                                                |
| 4870                                                | 4524                                                | 4285                                                | 4281                                                |